# Neele Eckhardt-Noack
Pour les articles homonymes, voir Eckhardt.
Neele Eckhardt-Noack, née le 2 juillet 1992, est une athlète allemande spécialiste du triple saut.

## Carrière
Elle participe à la finale du triple saut lors des championnats du monde d'athlétisme 2017 et termine en douzième position,.
Le 27 août 2017, elle décroche la médaille d'or de l'Universiade à Taipei avec 13,91 m.
Le 17 février 2018, elle décroche son premier titre de championne d'Allemagne à Dortmund avec un saut à 14,13 m, record personnel en salle.

## Palmarès
| Date | Compétition                    | Lieu       | Résultat | Épreuve     | Marque  |
| ---- | ------------------------------ | ---------- | -------- | ----------- | ------- |
| 2009 | Championnats du monde cadets   | Bressanone | 12e      | Longueur    | 5,81 m  |
| 2009 | Championnats du monde cadets   | Bressanone | 10e      | Triple saut | 12,61 m |
| 2010 | Championnats du monde juniors  | Moncton    | 8e       | Triple saut | 12,91 m |
| 2013 | Championnats d'Europe espoirs  | Tampere    | 8e       | Triple saut | 13,16 m |
| 2017 | Championnats du monde          | Londres    | 12e      | Triple saut | 13,97 m |
| 2017 | Universiade                    | Taipei     | 1re      | Triple saut | 13,91 m |
| 2018 | Championnats du monde en salle | Birmingham | 13e      | Triple saut | 13,87 m |
| 2018 | Championnats d'Europe          | Berlin     | 10e      | Triple saut | 14,01 m |
| 2021 | Championnats d'Europe en salle | Toruń      | 3e       | Triple saut | 14,52 m |
| 2022 | Championnats du monde en salle | Belgrade   | 12e      | Triple saut | 13,96 m |
| 2022 | Championnats d'Europe          | Munich     | 4e       | Triple saut | 14,43 m |

## Records
| Épreuve     | Épreuve   | Marque  | Lieu   | Date         |
| ----------- | --------- | ------- | ------ | ------------ |
| Triple saut | Plein air | 14,53 m | Munich | 17 août 2022 |
| Triple saut | En salle  | 14,52 m | Toruń  | 7 mars 2021  |